# La Quebrada
La Quebrada é uma cidade venezuelana, capital do município de Urdaneta (Trujillo).